# Croton mamillatus
Espèce
Classification APG II (2003)
Croton mamillatus est une espèce de plantes à fleurs du genre Croton et de la famille Euphorbiaceae présente au Queensland en Australie.